# Muzeum Miniaturowej Sztuki Profesjonalnej Henryk Jan Dominiak w Tychach

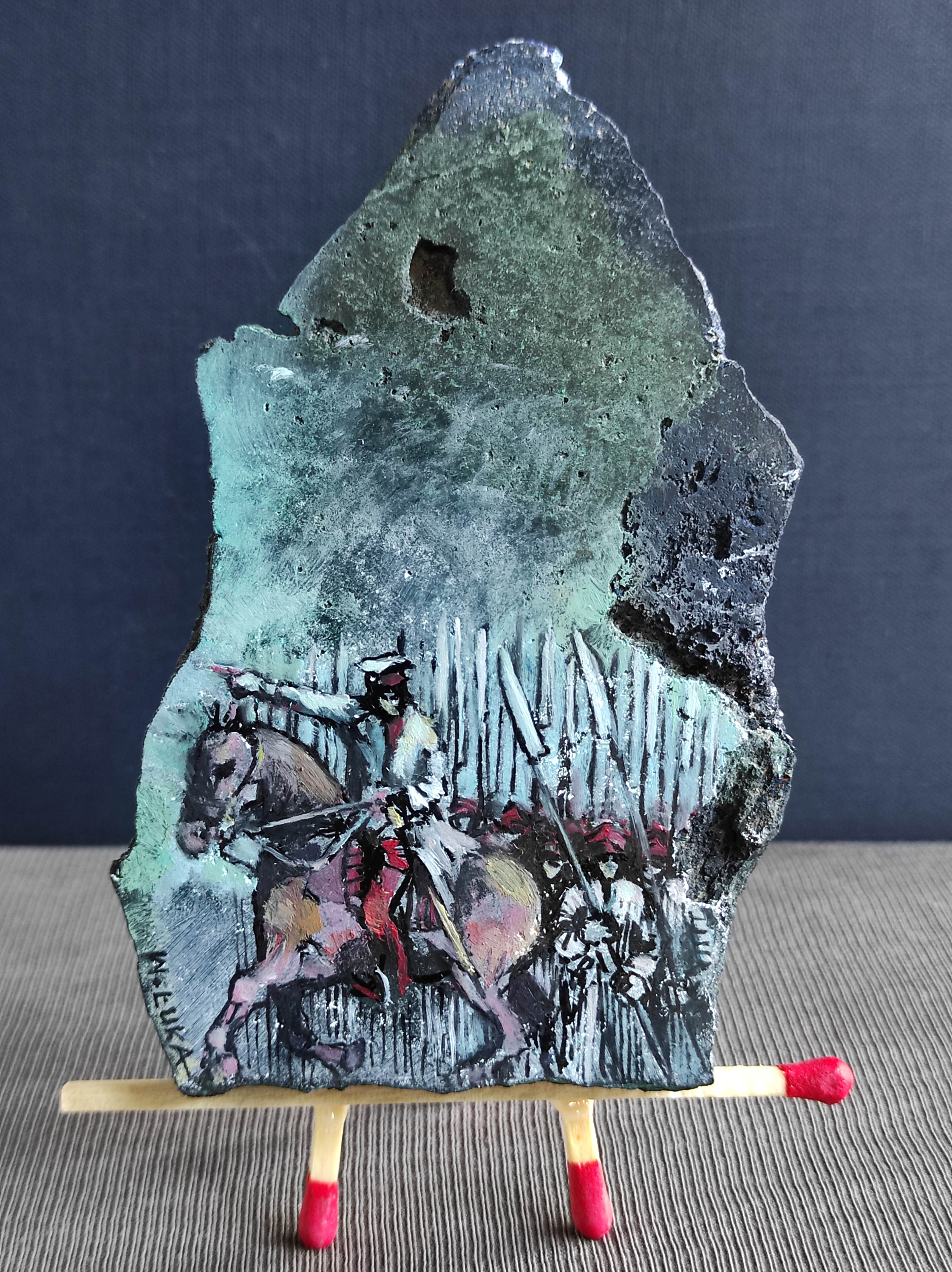
Schlacht bei Racławice, Historiengemälde von Wojciech Łuka (2023), 132 × 77 mm, Ölgemälde auf Malachitbasis – Lapislazuli, Exponat des Museums

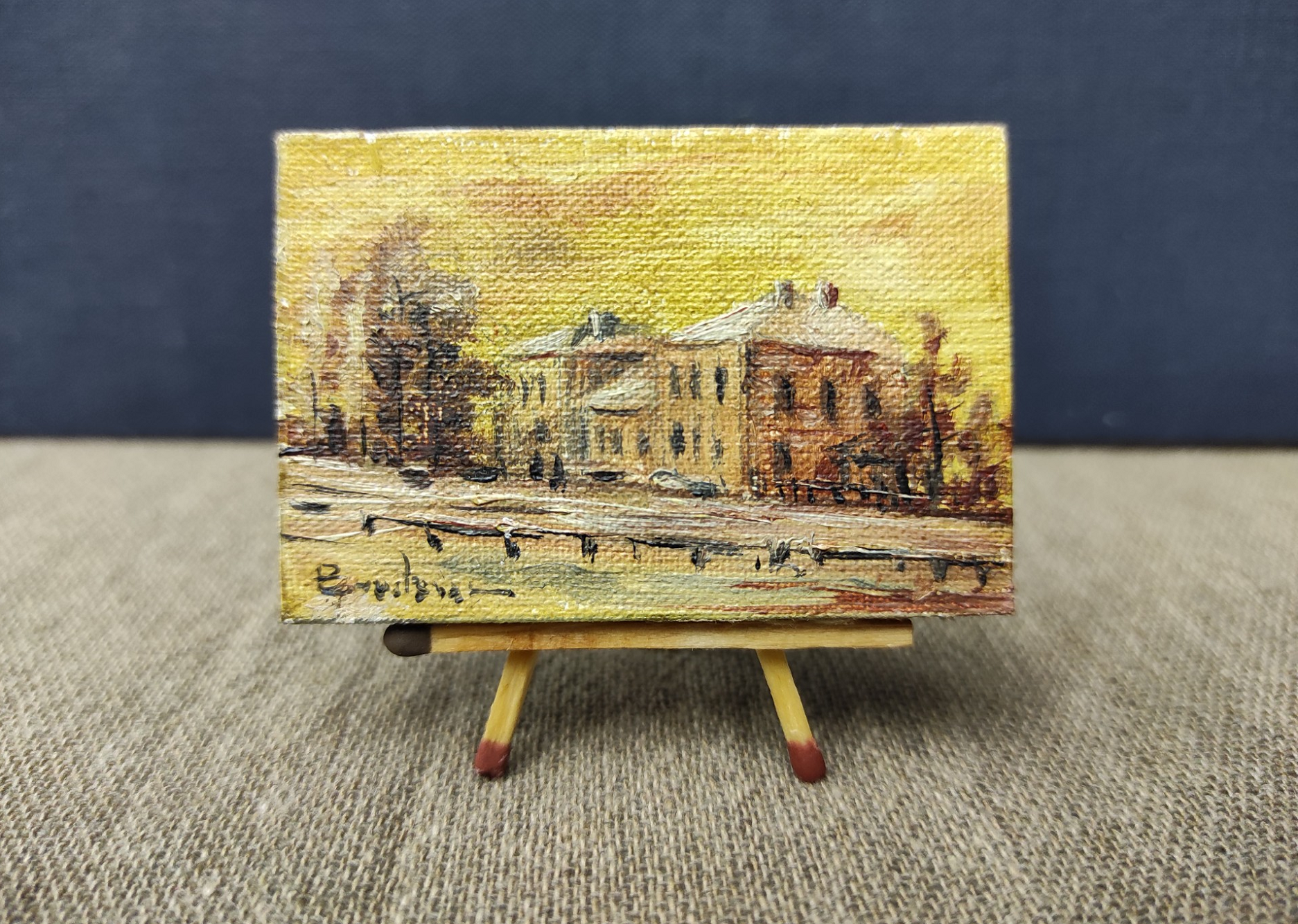
Der Dworzec Wiedeński (dt.: Wiener Bahnhof) in Dombrowa, Anfang des 20. Jahrhunderts, Historiengemälde von Paweł Brodzisz (2013), 40 × 61 mm, Ölgemälde auf Leinwand, Exponat des Museums

Prägezeichen Stilisierte Kornblume – Wolfgang Joops Lieblingsblume – etablierte sich neben dem Schriftzug – JOOP!, Exponat des Museums, 20 × 17 mm, aus Kunststoff

Das Muzeum Miniaturowej Sztuki Profesjonalnej Henryk Jan Dominiak w Tychach (deutsch Museum für Professionelle Miniaturkunst Henryk Jan Dominiak in Tychy, abgekürzt MMSPHJDwT) ist ein Museum für zeitgenössische Kunst in Tychy in der polnischen Woiwodschaft Schlesien.

## Geschichte
Das Museum wurde 2013 an der Ulica Żwakowska 8/66 in Tychy auf einen Beschluss des polnischen Kulturministers gegründet. Die Verantwortung für das Museum tragen das Kulturministerium und Henryk Jan Dominiak als Gründungsdirektor zu gleichen Teilen.

## Sammlung und Dauerausstellung
Die Exponate des Museums wurden in vier thematische Abschnitte (sogenannte Supersets) unterteilt:
- Sammlung der Malerei, der Zeichnung und der Grafik,
- Sammlung der Skulpturen und Keramik,
- Sammlung der Phaleristik, Vexillologie, Heraldik, Symbolik und Emblematik,
- Sammlung der Nahkampfwaffen.

Dauerausstellungen von polnischer und internationaler Kunst des 20. und 21. Jahrhunderts aus Polen, Schweden, Ungarn, Ukraine und Brasilien finden seit dem 16. April 2013 statt.
Das Museum beherbergt etwa 1000 verschiedene Objekte, aus den Bereichen wie Kunst, Ethnografie, historische Hilfswissenschaft, Uniformen und Blankwaffen.
Das Museum beherbergt eine Sammlung von Kriegsmalerei (u. a. Arbeiten vom Anna Januszewicz-Pitlok, Wojciech Łuka und Paweł Brodzisz). Ein als Gruppe geschaffener Werkszyklus ist Schlesische Architektur im Kleinformat vom polnischen Maler und Grafiker Paweł Brodzisz.
Außerdem ist hier eine Sammlung von Porträts berühmter Persönlichkeiten untergebracht. Zu den bekanntesten Arbeiten dieser Art gehören Porträtaufnahmen von Frédéric Chopin, Adam Mickiewicz, Juliusz Słowacki, Józef Ignacy Kraszewski, Cyprian Kamil Norwid, Taras Schewtschenko und Wolodymyr Selenskyj.

## Auszeichnungen
- 2021 – Auszeichnung für Verdienste um die polnische Kultur[12]
- 2021 – Goldene Auszeichnung „Verdienste um das Bauwesen“ für das Kollektiv[12]
- 2020 – Goldene „Auszeichnung Verdienste um die Woiwodschaft Schlesien“[12]
- 2019 – Umweltpreis „Grüner Scheck A.D. 2019“ der WFOŚiGW in Katowice für die Museumsdirektor[13][14]